# بكرة جاي (مجلة)
مجلة بكرة جاي هي مجلة مصرية دورية، كانت تصدر شهرياً تحت مسمى سلسلة كتاب بكرة جاي. تصدر عن شركة ببلشنك ليمتد بلندن، رئيسة مجلس الإدارة هي هدى السويفي. توجه إلى الأطفال من جميع الأعمار. صدر العدد الأول في فبراير، 2003م، القطع 29×38.5 سم.
ليست هناك شخصيات رئيسية في المجلة، يبلغ عدد صفحات الكرتون 9 صفحات من بين 24 صفحة أبيض وأسود وملونة، حسب العدد. تحتوي المجلة على مساحات من التسالي تحت عنوان «إلعب فكر» من إعداد ورسوم عمر صديق، ومنها فكاهات وأشياء متشابهة، لا توجد مسابقات مدفوعة الجوائز، هناك ملحق في العدد الأول عبارة عن كتاب بكرة جاي بعنوان مذكرات الكوماندوز الصغيرة، تأليف أيمن فتيحة ورسوم عمرو عبد العظيم (16 صفحة) تنشر المجلة صور القراء ومساهمات منهم رسماً وتأليفاً، شعار المجلة «صوت الطفل العربي»، سعر المجلة في مصر جنيه واحد، وتعتمد المجلة على إعلانات ثابتة من جهات مثل وزارة الري، ومصر للتأمين وجهاز شؤون البيئة، ودار العبيكان، كما تم نشر رسومات الأطفال في العدد الأول من  عدة أقطار عربية

## الأبواب
هناك مقدمتان في المجلة وتعتمد المجلة على قصص الكرتون الكاملة، وعلى القصص القصيرة، وعلى أبواب ثابتة منها:
- أطفال وألوان
- وحبايبنا
- مكتبة بكرة جاي
- أصل الحكاية
- إلعب فكر

## فريق العمل
من كتاب المجلة
- أيمن فتيحة
- هدى السويفي
- محسن خضر
- سحر سعيد
- رستم كيلاني
- سامي طه اللمعي
- الشاعر أحمد درويش
- محمد زين العابدين

من الرسامين
- محمد حسن
- أحمد يحيى
- رحاب محيي الدين
- عمر صديق
- عبد الرحمن محمد
- ياسر زيد
- أحمد الجنايني
- مدحت هاشم